# Lomami-Stummelaffe
Der Lomami-Stummelaffe (Piliocolobus parmentieri) ist eine Primatenart aus der Gruppe der Stummelaffen, der in einem sehr kleinen Verbreitungsgebiet im Nordosten der Demokratischen Republik Kongo vorkommt. Es liegt südwestlich von Kisangani zwischen den Flüssen Lomami und Lualaba und reicht südlich bis zu den Flüssen Lutanga und Ruiki.

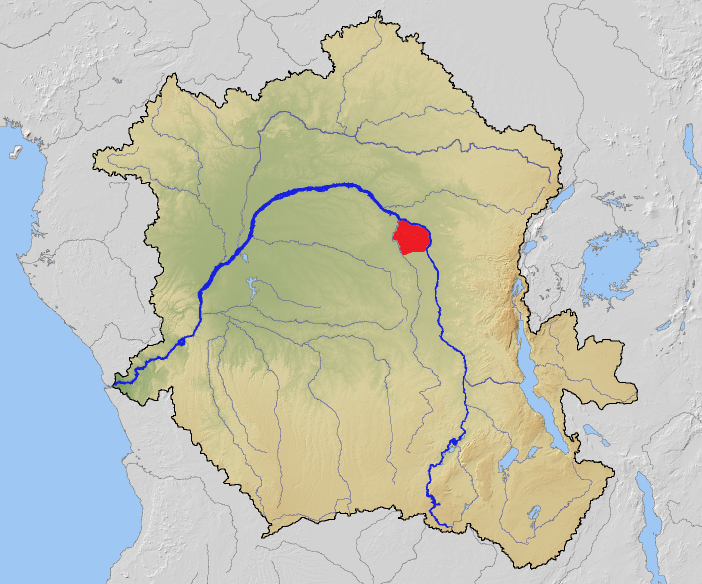
Verbreitungsgebiet des Lomami-Stummelaffen

## Merkmale
Der Lomami-Stummelaffe gehört zu den kleinsten zentralafrikanischen Roten Stummelaffen. Das Rückenfell, die Außenseiten der Gliedmaßen und die Kopfoberseite sind ziegelrot, der obere Rücken, die Schultern und die Außenseiten der Oberarme sind schwärzlich. Kehle, Brust, Bauch und die Innenseiten der Gliedmaßen sind weißlich. Hände und Füße sind schwarz. Der Schwanz ist an der Basis rötlich und wird zum Ende hin zunehmend dunkler, ohne aber völlig schwarz zu werden. Die Kopfoberseite ist ziegelrot und wird vorn und an den Seiten von einem schwarzen Band begrenzt. Die Basis der Ohren ist schwarz. Die unbehaarte Gesichtshaut ist schwarz, die Lippen, das Kinn, die Basis der Nase und die Augenlider sind unpigmentiert und hell rosig. Im Unterschied zu anderen zentralafrikanischen Roten Stummelaffen hat der Lomami-Stummelaffe keinen Haarschopf auf der Kopfoberseite. Vom Thollon-Stummelaffen (P. tholloni), der im zentralen Teil der Demokratischen Republik Kongo und unter anderem auch am westlichen Ufer des Lomami vorkommt, unterscheidet sich der Lomami-Stummelaffe u. a. durch einen längeren Schwanz. Männliche Lomami-Stummelaffen werden etwa 9 bis 9,2 kg schwer, bei den Weibchen liegt das durchschnittliche Gewicht bei 7,5 kg.

## Lebensweise
Der Lomami-Stummelaffe lebt im tropischen Tieflandregenwald und ernährt sich von Blättern, Sprossen, Früchten, Blüten, Knospen und möglicherweise auch von Samen. Seine Fortpflanzung wurde bisher nicht erforscht.

## Systematik
Der Lomami-Stummelaffe wurde 1987 als Unterart einer weit gefassten Sammelart „Ostafrikanischer Stummelaffe“ (P. rufomitratus) beschrieben. Er ist nah mit dem Oustalet-Stummelaffe (P. oustaleti) verwandt, der im Norden der Demokratischen Republik Kongo zwischen dem Kongo und dem Ubangi vorkommt.

## Gefährdung
Die IUCN listet den Lomami-Stummelaffen in ihrer Roten Liste gefährdeter Arten bisher nicht. Im Verbreitungsgebiet gibt es keine Schutzgebiete.